# Patrimoni dell'umanità del Guatemala
I patrimoni dell'umanità del Guatemala sono i siti dichiarati dall'UNESCO come patrimonio dell'umanità in Guatemala, che è divenuto parte contraente della Convenzione sul patrimonio dell'umanità il 16 gennaio 1979.
Al 2023 i siti iscritti nella Lista dei patrimoni dell'umanità sono quattro, mentre ventidue sono le candidature per nuove iscrizioni. I primi due siti, Antigua Guatemala e il Parco nazionale di Tikal, sono stati iscritti nella lista nel 1979, durante la terza sessione del comitato del patrimonio mondiale. Due anni dopo, nella quinta sessione, è stato aggiunto il terzo patrimonio guatemalteco: il parco archeologico e rovine di Quiriguá. Il Parco nazionale archeologico di Tak'alik Ab'aj è divenuto il quarto sito guatemalteco nel 2023, in occasione della quarantacinquesima sessione del comitato. Tre siti sono considerati culturali, secondo i criteri di selezione, uno misto.

## Siti del Patrimonio mondiale
| Foto | Sito                                           | Luogo             | Tipo                          | Anno | Descrizione |
| ---- | ---------------------------------------------- | ----------------- | ----------------------------- | ---- | --- |
|      | Parco nazionale di Tikal                       | Flores            | Misto (64; i, iii, iv, ix, x) | 1979 | Nel cuore della giungla, circondato da una vegetazione lussureggiante, si trova Tikal, uno dei maggiori siti della civiltà Maya, abitato dal VI secolo a.C. al X secolo d.C. Il centro cerimoniale contiene superbi templi, palazzi e piazze pubbliche accessibili per mezzo di rampe. Resti di abitazioni sono sparsi nella campagna circostante. |
|      | Antigua Guatemala                              | Antigua Guatemala | Culturale (65; ii, iii, iv)   | 1979 | Antigua, la capitale della Capitaneria generale del Guatemala, fu fondata all'inizio del XVI secolo. Costruita a 1 500 m sul livello del mare, in una zona soggetta a terremoti, fu in gran parte distrutta da un terremoto nel 1773 ma i suoi monumenti principali sono ancora conservati come rovine. Nell'arco di meno di tre secoli la città, costruita secondo uno schema a scacchiera ispirato al Rinascimento italiano, ha acquisito una serie di nuovi superbi monumenti. |
|      | Parco archeologico e rovine di Quiriguá        | Los Amates        | Culturale (149; i, ii, iv)    | 1981 | Abitata fin dal II secolo d.C., Quiriguá era diventata durante il regno di Kʼakʼ Tiliw Chan Yopaat (723–784) la capitale di uno stato autonomo e prospero. Le rovine di Quiriguá contengono alcuni eccezionali monumenti dell'VIII secolo e un'impressionante serie di stele incise e calendari scolpiti che costituiscono una fonte essenziale per lo studio della civiltà Maya. |
|      | Parco nazionale archeologico di Tak'alik Ab'aj | El Asintal        | Culturale (1663; ii, iii)     | 2023 | Tak'alik Ab'aj è un sito archeologico situato sulla costa pacifica del Guatemala. La sua storia di 1700 anni abbraccia un periodo che ha visto la transizione dalla civiltà Olmeca all'emergere della prima cultura Maya. Tak'alik Ab'aj ebbe un ruolo primario in questa transizione, in parte perché era vitale per la rotta commerciale a lunga distanza che collegava l'istmo di Tehuantepec nell'odierno Messico all'attuale El Salvador. Idee e costumi furono ampiamente condivisi lungo questo percorso. Gli spazi e gli edifici sacri sono stati disposti secondo principi cosmologici e si possono trovare innovativi sistemi di gestione dell'acqua, ceramiche e arte lapidaria. Oggi, gruppi indigeni di diverse affiliazioni considerano ancora il sito un luogo sacro e lo visitano per eseguire rituali. |

## Siti candidati
| Foto | Sito                                                                        | Luogo                                                                                                   | Tipo                              | Anno       | Descrizione |
| ---- | --------------------------------------------------------------------------- | --- | --------------------------------- | ---------- | --- |
|      | Triangolo culturale                                                         | Flores, Melchor de Mencos                                                                               | Misto (1752)                      | 23/09/2002 | Questa zona monumentale contiene città maya come Yaxhá, Nakum, Naranjo e Holmul, stabilite in luoghi strategici per l'ottenimento di abbondanti risorse nutritive e materie prime. Questi siti archeologici furono adattati al terreno per la costruzione di enormi piazze circondate da templi e palazzi, posti su diversi terrazzi geologici. Spicca in modo spettacolare la costruzione di edifici piramidali di grande altezza e l'impiego di volte a saledizo nei recinti interni di templi e palazzi, nonché l'uso di strade selciate, campi per giochi con la palla e complessi astronomici. |
|      | Conca del Mirador                                                           | San José                                                                                                | Misto (1753)                      | 23/09/2002 | Alcune delle città che formano questo percorso, sono molto antiche e risalgono circa all'anno 1000 d.C. Le città sono composte da vari gruppi architettonici comunicanti per mezzo di strade selciate, collegate anche con una complessa rete tra le città di Nakbé, El Mirador e Wakná. Un'altra caratteristica peculiare degli edifici è l'uso di mascheroni stuccati e stele associate, nonché l'uso di grandi fortificazioni. Esistono ricche tombe di personaggi importanti con pitture murali e iscrizioni geroglifiche. |
|      | Nucleo dell'area maya                                                       | Dipartimento di Petén                                                                                   | Misto (1754)                      | 23/09/2002 | Le città che si trovano in quest'area erano strettamente legate a Tikal. Le testimonianze archeologiche dimostrano la fioritura ideologica e tecnologica raggiunta dagli antichi abitanti che furono guidati da grandi statisti per quasi duemila anni. Questa zona raggiunse il massimo splendore della civiltà Maya, grazie ai progressi nella scrittura e al dominio nel sistema costruttivo di templi e ampi palazzi di due o tre livelli. I monumenti scolpiti raccontano gli eventi storici e l'elenco dei capi che gestiscono ciascuna di queste città. Spicca la straordinaria bellezza della ceramica policroma con scene sontuose e testi geroglifici. |
|      | Strada dei fiumi                                                            | Dipartimento di Petén                                                                                   | Misto (1755)                      | 23/09/2002 | L'area contiene numerose città maya costruite vicino a fiumi navigabili che permettevano loro di controllare il commercio e l'economia regionale. L'area condivide diverse caratteristiche come la posizione strategica, le scalinate megalitiche e geroglifiche, i pannelli piani ai lati della scalinata, l'uso di pilastri, l'erezione di stele associate ad altari, strade e in alcune città l'impiego di strutture difensive come mura e fossati. I monumenti scolpiti della zona, invece, descrivono il tema della guerra, dove i protagonisti sono i dominatori. |
|      | Grotta di Naj Tunich                                                        | Poptún                                                                                                  | Misto (1756)                      | 23/09/2002 | Naj Tunich è una grotta di formazione carsica che fu usata dagli antichi Maya del sud-est di Petén come centro di culto secondo alcune tradizioni magico-religiose. Possiede una bellezza eccezionale poiché appartiene alla regione fisiografica dei bassopiani sedimentari. All'interno della grotta di Naj Tunich (che significa in lingua maya "casa di pietra") ci sono pitture rupestri che risalgono al periodo classico maya, datate tra il 300 e il 900 d.C. che rappresentano figure umane, divinità, animali e iscrizioni geroglifiche. |
|      | Incontro tra Maya e Olmechi                                                 | El Asintal                                                                                              | Misto (1757)                      | 23/09/2002 | Il sito comprende quattro complessi architettonici, con più di 70 edifici su nove terrazze artificiali. Inoltre, sono state registrate diverse dozzine di monumenti tra scolpiti e lisci. Takalik Abaj è stato il primo sito archeologico della Mesoamerica dove è stata scoperta una tale abbondanza di sculture, importanza che risiede non solo nella quantità, ma anche nella rappresentatività delle caratteristiche dell'arte olmeca e maya. |
|      | Strada dell'evangelizzazione francescana                                    | Guatemala centro-occidentale                                                                            | Culturale (1758; i, iv, v, vi)    | 23/09/2002 | La strada conta 26 chiese, alcune cappelle e oratori costruiti durante il periodo della dominazione spagnola (1524-1821) sotto la direzione dell'ordine di san Francesco, per l'insegnamento religioso e l'ispanizzazione degli indigeni locali, discendenti dei Maya. Questa circostanza spiega l'unità stilistica degli edifici, nonché la presenza negli stessi di una grande quantità di opere d'arte, utilizzate con finalità didattiche e religiose che si ritrovano ancora nella regione come elementi fondamentali all'interno dell'unità ideologica locale. |
|      | Strada dell'evangelizzazione domenicana                                     | Altopiano del Guatemala                                                                                 | Culturale (1759; i, iv, v, vi)    | 23/09/2002 | Comprende un lascito di circa 27 chiese, alcuni eremi e oratori costruiti durante il periodo della dominazione spagnola (1524-1821) sotto la direzione dell'ordine dei Predicatori di san Domenico, con lo scopo di favorire l'incorporazione degli indigeni locali, discendenti dei Maya, al processo produttivo spagnolo. Questa situazione spiega l'unità stilistica degli edifici, nonché la presenza negli stessi di una grande quantità di opere d'arte, utilizzate con fini didattici e religiosi che si ritrovano ancora nella regione come elementi fondamentali all'interno dell'unità ideologica locale. |
|      | Strada della pace e dell'identità nazionale                                 | Antigua Guatemala, Città del Guatemala, Esquipulas, San Agustín Acasaguastlán                           | Culturale (1760; iv, vi)          | 23/09/2002 | La strada unisce un patrimonio architettonico che comprende le tre chiese più grandi del Guatemala e un tempio di passaggio. Il percorso include la Cattedrale Metropolitana, la chiesa di Santa Maria della Mercede, la Basilica di Esquipulas e il tempio di San Agustín Acasaguatlán. Questi edifici furono costruiti durante il periodo della dominazione spagnola (1524-1821) e conservano immagini e altri elementi artistici che costituiscono i simboli dell'unità nazionale guatemalteca. |
|      | Castello di San Felipe de Lara                                              | Livingston                                                                                              | Culturale (1761; iv)              | 23/09/2002 | Il castello di San Felipe de Lara fu costruito come avamposto difensivo che sorvegliava l'ingresso all'antico Regno del Guatemala dal Mar dei Caraibi, durante il periodo della dominazione spagnola (1524-1821). Questa costruzione è soggetta a tutela per la ricostruzione della storia di questo tipo di monumenti. È collegato a un paesaggio naturale semplicemente impressionante. |
|      | Strada dell'agroindustria e dell'architettura vittoriana                    | | Culturale (1762; iv)              | 23/09/2002 | L'itinerario è costituito da una serie di stazioni ferroviarie, edifici per uffici, alberghi e residenze costruiti tra l'ultimo trentennio dell'Ottocento e la prima metà del Novecento, per sostenere lo sviluppo dell'agroindustria di esportazione che si sviluppò in quel periodo in Guatemala. |
|      | Città di Chichicastenango                                                   | Santo Tomás Chichicastenango                                                                            | Culturale (1763; v, vi)           | 23/09/2002 | La città di Chichicastenango è un luogo storico vivo che offre ai visitatori un approccio diretto ai diversi gruppi etnici del Guatemala che brillano ancora i loro abiti multicolori che li identificano in un complesso monumentale dove si trovava il libro sacro dei Maya: il Popol Vuh, chiamato anche "Bibbia Quiché", libro mitologico che racconta l'origine degli antichi abitanti di queste terre. L'architettura vernacolare del luogo è integrata da una piazza, due chiese e una serie di case di proprietà pubblica e privata costruite nel periodo della dominazione spagnola (1524-1821) e repubblicana, tra il 1821 e il 1922. |
|      | Strada verde di Verapaz, Guatemala                                          | Chisec, Cobán, Lanquín, Raxruha                                                                         | Naturale (1764; vii)              | 23/09/2002 | Il percorso è formato dalla Laguna Lachuá, le pozze sfalsate di Semuc Champey, le grotte di Candelaria e le grotte di Lanquín, luoghi che presentano diversi ecosistemi, la foresta tropicale umida che rappresenta il bioma più complesso della Terra, la foresta pluviale tropicale, che conserva un stretta somiglianza con la foresta tropicale umida e la foresta subtropicale molto umida. L'area delle grotte è luogo di culto di tradizioni religioni magiche di culture ancestrali della regione dei Verapaces. |
|      | Riserva della biosfera della Sierra de las Minas                            | Alta Verapaz, Baja Verapaz, Dipartimento di El Progreso, Dipartimento di Izabal, Dipartimento di Zacapa | Naturale (1765; vii, viii, ix, x) | 23/09/2002 | Questa riserva della biosfera si trova in una delle catene montuose più spettacolari dell'America centrale. L'isolamento geografico e la grande varietà di altitudini formano una grande diversità di habitat di flora e fauna che equivalgono a isole di evoluzione genetica, con alto livello di endemismo. La maggior quantità di foresta primaria esistente nella riserva è composta da foresta nebulosa, situata nelle parti più alte della Sierra. |
|      | Parco nazionale Sierra del Lacandón                                         | Dipartimento di Petén                                                                                   | Misto (1766)                      | 23/09/2002 | È uno dei sette nuclei di aree della Riserva della biosfera Maya, da cui è stato nominato il parco nazionale per simboleggiare la più grande estensione di foresta subtropicale umida dell'America centrale. Attualmente è l'unico ponte naturale che permette di collegare gli ecosistemi montuosi del nord-est del Chiapas con il resto degli ecosistemi forestali e umidi del Bacino di Petén. |
|      | Strada delle mangrovie della costa pacifica del Guatemala                   | Champerico, La Blanca, Retalhuleu, Taxisco                                                              | Naturale (1767; vii)              | 23/09/2002 | Formato dalle riserve naturali Manchón-Guamuchal e di Monterrico, è un complesso di diversi sistemi acquatici che comprende spiagge con vegetazione di dune, brughiera spinosa, foresta secca, lagune dolci con vegetazione emergente composta principalmente da graminacee e foreste allagate che costituiscono l'area con la maggior popolazione di paludi in Guatemala e la più alta produttività genetica del pianeta. |
|      | Area protetta del lago Atitlán: molteplici usi                              | Dipartimento di Sololá                                                                                  | Naturale (1768; vii, viii, ix)    | 23/09/2002 | È una riserva nazionale dai molteplici usi che ha come attrattiva principale il lago Atitlán e i vulcani situati sulla sponda meridionale che possiedono un'incomparabile bellezza paesaggistica naturale. Attorno al lago sono stanziate comunità indigene con storia culturale ancestrale, oltre a più di quaranta siti archeologici e aree di uso pubblico, tanto da diventare un luogo di ricerca per l'ecoturismo. |
|      | Parco nazionale di Visis Cabá e architettura vernacolare del triangolo Ixil | Chajul, San Juan Cotzal, Santa María Nebaj                                                              | Misto (1769)                      | 23/09/2002 | È un parco nazionale coperto da un ecosistema pluviale: appartiene al bioma della foresta umida subtropicale. Ha subito poche alterazioni, il che ha permesso le funzioni di produzione del suolo e quelle di distribuzione dell'energia, mantenendo tuttavia le grandi potenzialità paesaggistiche. L'area meridionale del parco ha come attrattiva principale l'insediamento delle città del Triangolo Ixil, un'enclave culturale che durante il periodo della conquista e successivamente della dominazione spagnola rimase poco turbata, conservando fino a oggi i suoi usi e costumi. |
|      | Pitture murali di San Bartolo                                               | Melchor de Mencos                                                                                       | Culturale (5738; i, iii)          | 27/04/2012 | I murales policromi scoperti nel sito di San Bartolo presentano scene raffiguranti il mito della creazione e l'adorazione del dio del mais dalla visione del mondo degli antichi Maya e sono datati al 100 a.C., diventando uno dei pochi esempi che risalgono ai Maya preclassici nella zona. Questi dipinti hanno anche rappresentazioni associate al Popol Vuh, il libro sacro dei K'iche' e uno dei documenti letterari più importanti delle civiltà precolombiane nelle Americhe. Infine i testi geroglifici di queste pitture sono estremamente preziosi, dato che sono stati scritti in un sistema grammaticale prima che fosse adottata la struttura del Maya classico, fatto che risulta essere unico in Mesoamerica.                                                                                        |
|      | Grotte di Naj Tunich                                                        | Poptún                                                                                                  | Misto (5739; i, iii, v, vi, vii)  | 27/04/2012 | Questa rappresentazione dell'arte pittorica è unica nel suo genere nel mondo Maya, non solo per qualità ma anche per quantità. Inoltre, le capricciose formazioni della natura hanno creato stalattiti e stalagmiti, creando un mondo magico all'interno delle molteplici stanze e dei rami tortuosi della grotta. Tra le sue rappresentazioni visive ci sono circa 90 immagini tra cui sono rappresentati personaggi antropomorfi, animali, divinità, strumenti musicali e testi geroglifici. |
|      | Sito archeologico di Naranjo Sa'aal                                         | Melchor de Mencos                                                                                       | Culturale (6623; ii, iv, vi)      | 18/10/2022 | Il paesaggio culturale dell'epicentro monumentale di Naranjo Sa'aal si distingue per le sue nove acropoli erette su colline naturali, conosciute anche come complessi triadici, poiché erano coronate da tre templi o santuari. Questi complessi sono associati alla pratica di un culto Maya legato agli dei creatori che collocavano le tre pietre che sostenevano il fuoco sacro della vita, come è stato verificato in studi archeologici, epigrafici, iconografici ed etnografici. |
|      | Teatro nazionale del Guatemala                                              | Città del Guatemala                                                                                     | Culturale (6624; i, iv)           | 18/10/2022 | Il Teatro nazionale del Guatemala si trova nel Centro culturale Miguel Ángel Asturias, così chiamato in onore dello scrittore guatemalteco vincitore del Premio Nobel per la letteratura nel 1967. Questo complesso culturale si trova in cima alla collina di San José Buena Vista e offre spazi per svolgere attività culturali, che vanno dalle arti visive alle arti dello spettacolo. Tutto questo in aree esterne ed edifici che si armonizzano con l'ambiente naturale. Il Centro culturale è associato al Centro civico di Città del Guatemala, che rappresenta un'importante concentrazione di edifici pubblici in cui le belle arti sono integrate nelle loro facciate e pareti. Il Centro civico è considerato il fulcro dello sviluppo del movimento moderno in Guatemala alla fine degli anni Cinquanta. |